# Tollered
Tollered är en tätort i Lerums kommun i Västra Götalands län. Tollered ligger 32 km öster om Göteborg i en förkastningsbrant mellan sjöarna Torskabotten (112 m ö.h.) och Sävelången (53 m ö.h.).

## Historia
De stora höjdskillnaderna inom orten beror på att Tollered ligger precis ovanför en geologisk rörelsezon, Mylonitzonen, som skapades när två kontinenter krockade för 1000 miljoner år sedan.
Tollered var ursprungligen namnet på en gård som tillkom Nääs-trakten kring 1000 eller 1100-talet samtidigt som Uddared, Drängsered, Håvared, Öijared, Ubbared och Svensered. Efterleden "red" betyder röjning och det var Torill som röjde. 
Senare fanns i Tollered två bondgårdar, Nedergården och Skattegården. Frälsehemmanet Nedergården hörde sedan 1750 till Nääs Slott och omfattade det som senare skulle bli fabriksområdet. Frälseskattehemmanet Skattegården var delat i sex brukningsdelar kring Herreslia som då var bygatan. Till båda gårdarna hörde endast små arealer brukningsbar mark och därför var andelarna i vattenfallen i Tollereds Ström mycket viktiga för bönderna. 1835 låg fyra sågar, sex kvarnar och fyra brännerier vid strömmen. Redan 1573 hade Vättle häradsrätt fastställt ägande av Bergafallet.
Bruksorten Tollered formades kring Nääs Fabriker (bomullsspinneri, yllespinneri och väveri) som grundades 1833 av ägarna till Nääs Slott, på andra sidan sjön Sävelången.
Textilkrisen i Sverige drabbade Nääs Fabriker hårt och 1980 drogs det statliga stödet in. Nääs Fabriker var ett av Sveriges tre sista spinnerier när det lades ner 1981. All produktion hade upphört 1982 och Lerums Kommun gick in som ny ägare av fabriksområdet med målet att göra det till ett centrum för småföretagande, hantverk och utbildning. Trots att 100 arbetstillfällen gick förlorade vid fabrikens nedläggning så hejdades befolkningsminskningen och 1990 tog Ernst Rosén AB över och utvecklade fastigheterna för småföretagande och livsstilsbutiker, men startade också hotell. 
2011-2013 pågick leaderprojektet "Tidernas Tollered". Det mynnade ut i historisk skyltning, uppmärkta vandringsstråk, upprustning av kulturbebyggelse, flera kulturevenemang och mycket mer. 

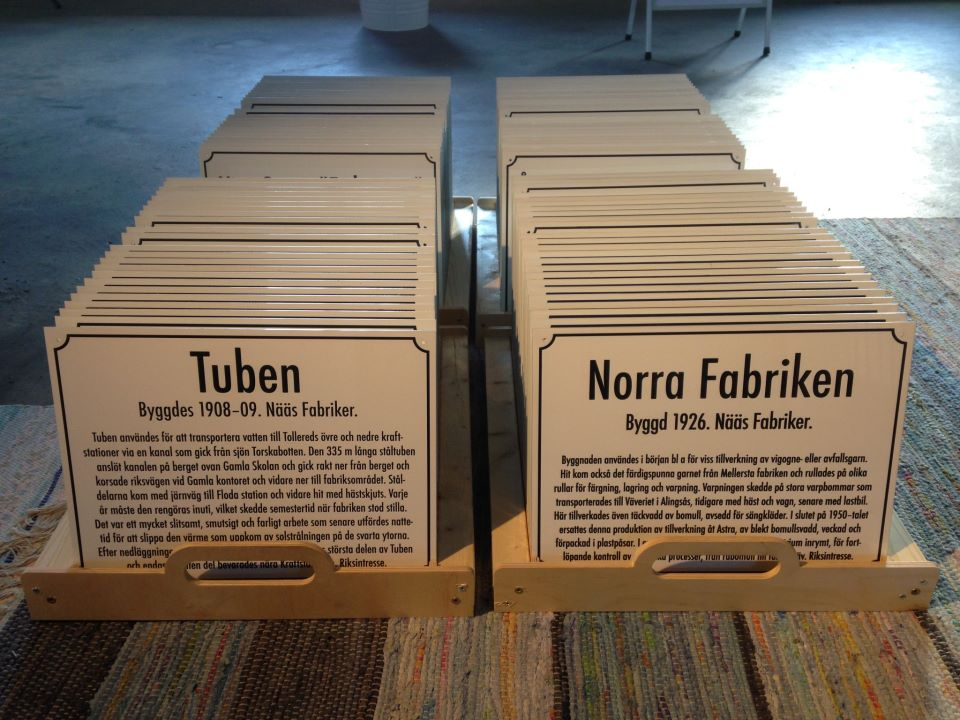
Historiska skyltar i Tollered

2,5 km norr om orten passerar E20 den långa och branta backen Hästabräckan som spelade en mindre roll i Slaget vid Brobacka 1566. 
Under Kalmarkriget var de trånga passagerna norr om orten krigsskådeplats igen. Den 24 juni 1612 hade då bönder från orten på uppdrag av den svenska armen byggt en förskansning på en plats som vid tiden innan bergssprängningarna för E20 kallades för portarna/portaliden, vilket var ett bergspass nära krönet av Högelid. Bönderna retirerade efter en kort strid vilket öppnade vägen för Danskarna, ledda av Kristian IV, till Nääs herrgård vars kringliggande gårdar således plundrades.

### Befolkningsutveckling
| Befolkningsutvecklingen i Tollered 1960–2020 | Befolkningsutvecklingen i Tollered 1960–2020 | Befolkningsutvecklingen i Tollered 1960–2020 | Befolkningsutvecklingen i Tollered 1960–2020 | Befolkningsutvecklingen i Tollered 1960–2020 |
| -------------------------------------------- | -------------------------------------------- | -------------------------------------------- | -------------------------------------------- | -------------------------------------------- |
|                                              |                                              |                                              |                                              |                                              |
| År                                           |                                              |                                              | Folkmängd                                    | Areal (ha)                                   |
| 1960                                         | 1960                                         |                                              | 645                                          |                                              |
| 1965                                         | 1965                                         |                                              | 636                                          |                                              |
| 1970                                         | 1970                                         |                                              | 616                                          |                                              |
| 1975                                         | 1975                                         |                                              | 618                                          |                                              |
| 1980                                         | 1980                                         |                                              | 558                                          |                                              |
| 1990                                         | 1990                                         |                                              | 586                                          | 62                                           |
| 1995                                         | 1995                                         |                                              | 774                                          | 63                                           |
| 2000                                         | 2000                                         |                                              | 810                                          | 64                                           |
| 2005                                         | 2005                                         |                                              | 863                                          | 64                                           |
| 2010                                         | 2010                                         |                                              | 900                                          | 65                                           |
| 2015                                         | 2015                                         |                                              | 920                                          | 80                                           |
| 2020                                         | 2020                                         |                                              | 871                                          | 75                                           |
|                                              |                                              |                                              |                                              |                                              |

## Kommunikationer
Tollered är i huvudsak en ort med utpendling och mycket av trafiken sker bilvägen via E20. År 2021 var förvandlingen av E20 mellan Tollered och Ingared klar, från en så kallad fyrfältsväg med plankorsningar till motorväg med planskilda korsningar. Den befintliga trafikplatsen i Tollered vid Nääs byggdes om. Från Tollered är det motorväg såväl sydväst mot Göteborg/Lerum som nordost mot Alingsås/Vårgårda.
Det går reguljära busslinjer till Floda och Ingared samt till Göteborg via Floda och Lerum. Många väljer att ansluta till pendeltåget i Floda 6 km bort. Busslinjen Lerumsnabben är en direktbuss som trafikerar Tollered–Lerum–Göteborg och omvänt på 45 minuter.

## Samhället
Samhället har en väl bevarad industri- och boendemiljö, vid sidan av fabrikslokalerna finns även en kraftstation.
Bycentrum ligger på cirka 70 meters höjd medan den högst belägna bebyggelsen ligger på cirka 140 meters höjd cirka 1 km österut. Huvuddelen av bebyggelsen ligger öster om E20. Väster om motorvägen ligger dock den yngre industriella bebyggelsen som idag främst används som hotell och företagarcentrum.
Inom tätorten finns en livsmedelsaffär, en pizzeria, två hotell, ett renodlat konferenscenter med kanotuthyrning, två caféer, frisör, snusfabrik, flera livsstilsbutiker, ett galleri, biograf, bibliotek, förskola, skola (åk1-5), fotbollsplan, boulebana och en badplats.

## Näringsliv
I Nääs Fabrikers företagshotell finns cirka 60 företag. 

## Föreningar
Föreningslivet i Tollered är starkt. Här finns bl.a. Scouterna, Röda Korset, IOGT-NTO, ett byalag, museiföreningen Tollereds Öfvre Kraftstation, Föreningen Flygeln och Gamla kontoret (för bevarandet av kulturbyggnader), Tollered Biograf - Folkets Bio, Tollereds Gosskör, Tollereds Kvinnliga Gymnastikförening, Gamla Tolleredspojkar, Åkeriet MC, Tollereds Idrottsförening (med bland annat fotboll och bordtennis), kulturföreningen Smeden och Spindeln, Gretakollektivet och företagarföreningen Team Tollered.

## Evenemang
2013-2014 arrangerades festivalen ”Tidsresan” i maj med fokus på kulturarvet och som en del i leaderprojektet "Tidernas Tollered". Festivalen ”Jul i bruksorten” arrangerades av ideella krafter i december under åren 2013-2015. Nääs Fabriker deltog med parallella arrangemang och har sedan dess fortsatt med sin egen julmarknad. Den 9 augusti 2016 hölls musikfesten "Gretafestivalen" för första gången.
Torskabotten runt är en årligt återkommande motionstävling i skogarna runt sjön Torskabotten och Tollered i kuperad terräng på blandat underlag. Efter drygt 30 år i träda, startade föreningen Tollereds IF upp Torskabotten Runt i sin nuvarande form och tävlingen 2022 var nionde upplagan sedan omstarten.

## Tollered i film
Filmen Tuppen (1981) med Magnus Härenstam i huvudrollen spelades in i Tollered. En gammal skolbyggnad i samhället var inspelningsplats för filmen Monky (2017).

## Vattenkraften
Användningen av kraften i Tollereds Ström har en lång historia. Det var i samband med köpet av Nääs Slott 1825 som Peter Wilhelm Berg tillskansade sig stora delar av rättigheterna till denna naturresurs. 1833 grundade han spinneriet Nääs Fabriker med vattenkraften som energikälla. Företaget hade 1907 ensamrätt på kraftutvinning i Tollereds Ström.
Idag utnyttjar ett vattenkraftverk fallhöjden mellan sjöarna Torskabotten och Sävelången, cirka 60 m på en horisontell sträcka av cirka 800 m. Ett normalår produceras 8 GWh i aggregatet som ägs av Vattenfall Vattenkraft AB.

## Bruksmiljön

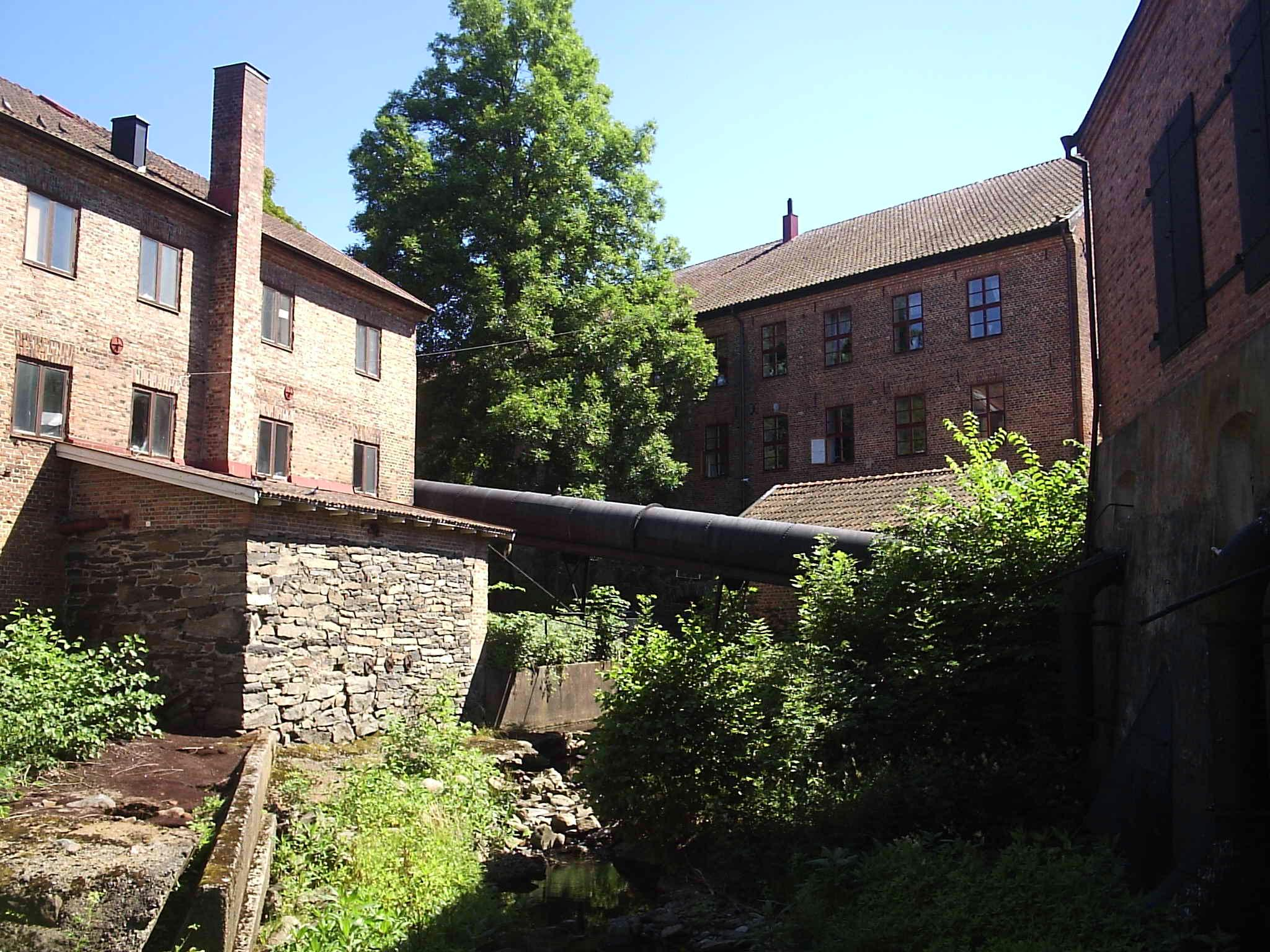
Fabrikslokaler i centrala Tollered.
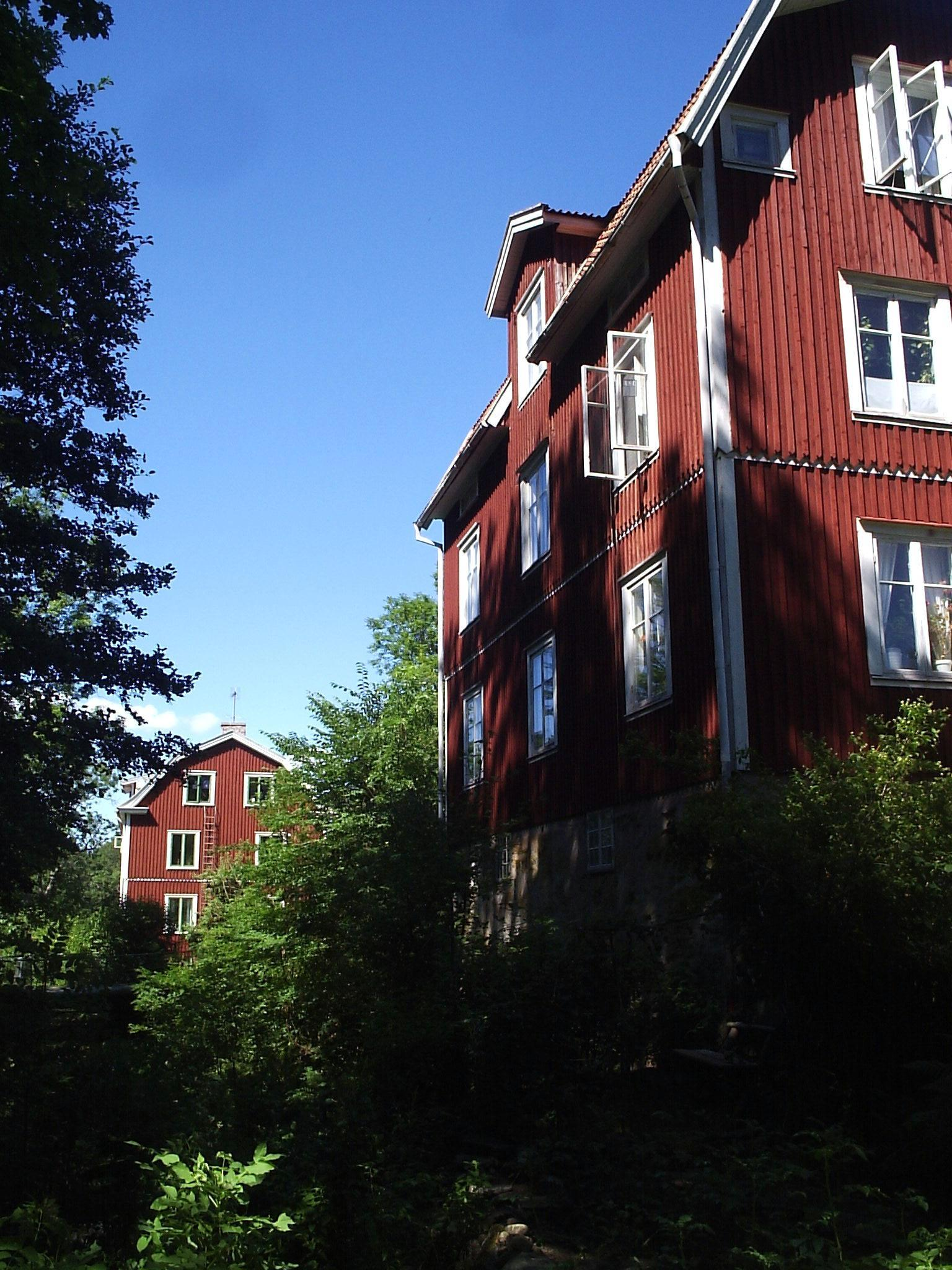
Tvenne hus vid Tollereds Ströms väg
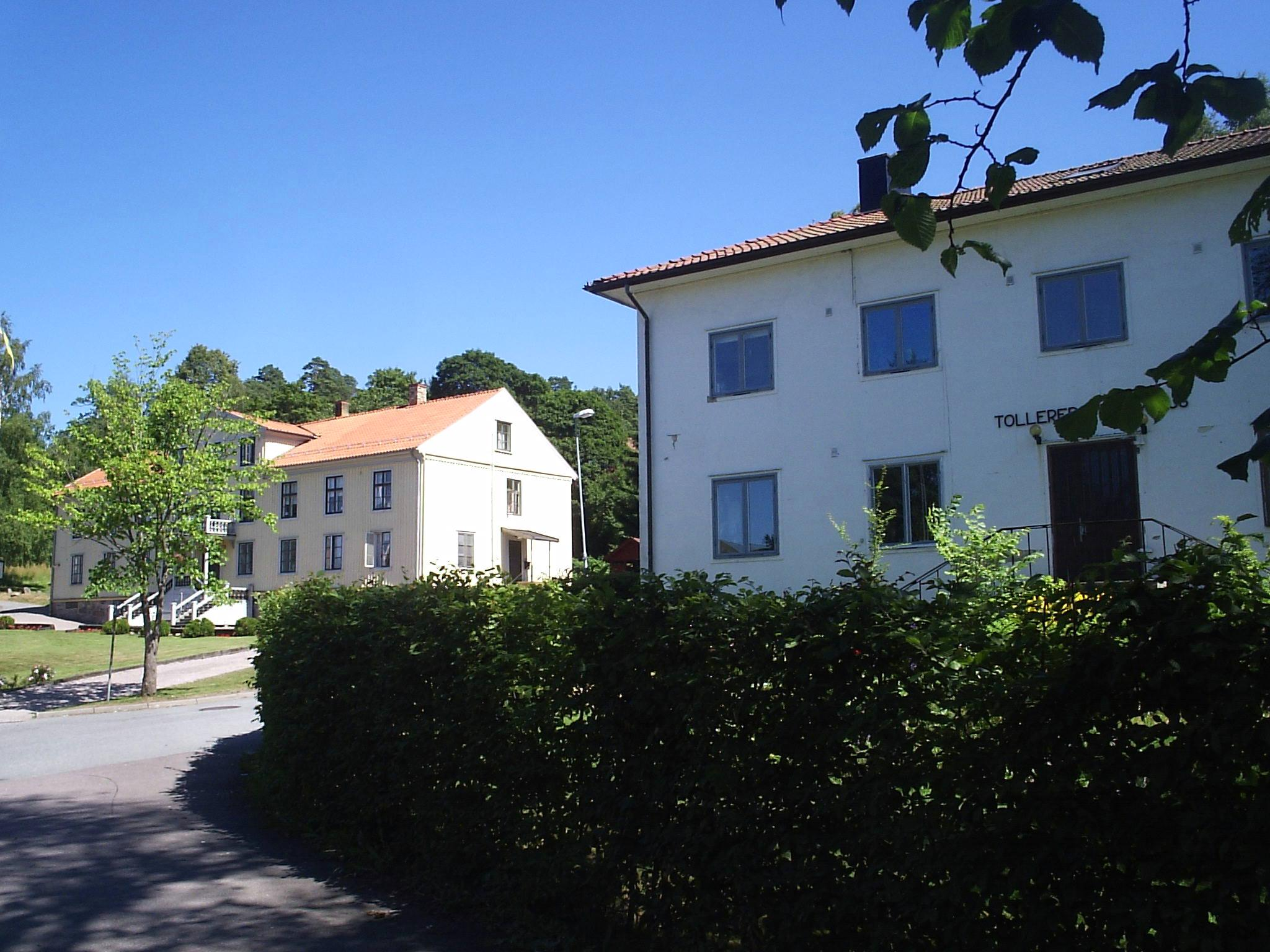
Tollereds värdshus, vid Herreslia